# Consumits
Consumits (originalment en anglès, Consumed o alternativament Food Movie) és una pel·lícula de thriller polític estatunidenc del 2015 de Daryl Wein i protagonitzada per Zoe Lister-Jones, Beth Grant, Anthony Edwards, Victor Garber, Kunal Nayyar, Danny Glover i Taylor Kinney. S'ha doblat al català per TV3, que la va emetre per primer cop el 17 de setembre de 2022.

## Sinopsi
Sophie Kessler, una mare soltera preocupada per una sèrie de malalties que afecten el seu fill, comença a investigar després d'haver anat a tota mena de metges, i descobreix que les al·lèrgies del nen podrien tenir relació amb els aliments transgènics. La investigació la porta al laboratori científic de la universitat on treballa la seva mare. Allà, Serge Negani, un científic indi, duu a terme uns estudis amb gallines modificades genèticament per Clonestra, una de les empreses biotecnològiques més influents a escala mundial. La mort presumptament accidental de Negani posa en alerta la Sophie, que està disposada a qualsevol cosa per fer públiques les seves teories.

## Repartiment
- Zoe Lister-Jones com a Sophie Kessler, una cambrera i mare soltera el fill de la qual desenvolupa una malaltia misteriosa.
- Danny Glover com a Hal Westbrook, un agricultor ecològic.
- Victor Garber com a Dan Conway, director executiu de Clonestera.
- Taylor Kinney com a Eddie Taylor.
- Anthony Edwards com a Jacob Leifman, científic universitari.
- Griffin Dunne com a Peter Landell; conserge de la universitat.
- Kunal Nayyar com a Serge Negani; un científic indi que descobreix els resultats negatius dels aliments transgènics.
- Beth Grant com a Kristin Kessler, la mare diabètica de la Sophie i l'àvia d'en Garrett.
- Nick Bonn com a Garrett Kessler, el fill de la Sophie i el net de la Kristin que desenvolupa una malaltia misteriosa.
- Elizabeth Marvel com a Connie Conway, la dona d'en Dan Conway.
- Mouzam Makkar com a Sra. Negani, la vídua d'en Serge.
- Lexi DeSollar com a extra